# Falanovo Brdo
Falanovo Brdo je naseljeno mjesto u općini Konjic, Federacija Bosne i Hercegovine, BiH.
Naselje se nalazi na sjevernoj obali Jablaničkog jezera, preko puta Ostrošca.

## Stanovništvo

### 1991.
Nacionalni sastav stanovništva 1991. godine, bio je sljedeći:
ukupno: 81
- Hrvati – 80
- ostali, neopredijeljeni i nepoznato – 1

### 2013.
Nacionalni sastav stanovništva 2013. godine, bio je sljedeći:
ukupno: 6
- Hrvati – 6

## Vanjske poveznice
- Satelitska snimka[neaktivna poveznica]